# Ayelet Waldman
Ayelet Waldman (ur. 11 grudnia 1964 w Jerozolimie) – amerykańska pisarka. Zyskała sławę dzięki swoim bardzo osobistym esejom, powieściom i utworom nieliterackim o zmieniających się oczekiwaniach wobec macierzyństwa. Pisała m.in. o ciągłej presji z różnych stron (dzieci, partnerzy, pracodawcy, społeczeństwo), a szczególnie o łączeniu pracy zarobkowej z macierzyństwem i o wynikających z nich frustracjach współczesnych matek.

## Życiorys
Jako absolwentka Wesleyan University (1986) oraz Harvard Law School (1991), Waldman pracowała przez 3 lata jako obrońca w sądzie federalnym, a później we wszystkich swych utworach literackich wykorzystywała swoją wiedzę i doświadczenie prawnicze. Jest autorką siedmiu powieści z serii "The Mommy-Track Mysteries" ("Mama na tropie"), m.in. Daughter’s Keeper (2003), Love and Other Impossible Pursuits (2006) and Red Hook Road  (2010), a także zbioru osobistych esejów zatytułowanych Bad Mother: A Chronicle of Maternal Crimes, Minor Calamities, and Occasional Moments of Grace (2009), przetłumaczonego m.in. na język polski jako "Zła matka. Kronika matczynych wykroczeń, drobnych katastrof i rzadkich momentów chwały" (Wydawnictwo Znak, 2011). Jej publikacje nieliterackie ukazały się w wielu antologiach, m.in.
- Girls Who Like Boys Who Like Boys (book)|Girls Who Like Boys Who Like Boys: True Tales of Love, Lust and Friendship Between Straight Women and Gay Men (2007) pod redakcją Melissy de la Cruz i Toma Dolby’ego
- The Modern Jewish Girl’s Guide to Guilt (2005) pod redakcją Ruth Andrew Ellenson
- Because I said So: 33 Mothers Write About Children, Sex, Men, Aging, Faith, Race and Themselves (2005), pod redakcją Kate Moses and Camille Peri
- America’s prisons: opposing viewpoints (2006)
- I married my mother-in-law and other tales of in-laws we can’t live with and can’t live without (2006) pod redakcją Ileny Silverman

Prowadziła też audycje radiowe, a jej felietony ukazują się w znanych czasopismach: "The New York Times", "The Guardian", "Elle Magazine", "Vogue" itd.
Jest żoną powieściopisarza Michaela Chabona, który otrzymał m.in. Nagrodę Pulitzera. Mają czworo dzieci i mieszkają w Berkeley w Kalifornii.

## Utwory

### Powieści z serii "Mommy-Track" ("Mama na tropie")
- Nursery Crimes (2000)
- The Big Nap (2001)
- Playdate With Death (2002)
- Death Gets a Time-Out (2003)
- Murder Plays House (2004)
- The Cradle Robbers (2005)
- Bye-Bye, Black Sheep (2006)

### Inne powieści
- Daughter’s Keeper (2003)
- Love and Other Impossible Pursuits (2006)
- Red Hook Road (Doubleday, 2010)

### Utwory nieliterackie
- Bad Mother: A Chronicle of Maternal Crimes, Minor Calamities, and Occasional Moments of Grace (2009)